# 라뮈즘
라뮈즘(Ramism)은 수사학, 논리학, 교육학등에 관한 이론들의 집합이다. 피에르 드 라뮈에 의해 발명되었고, 이 영향은 청교도들에게 많은 영향을 끼쳤다. 
라뮈는 현실과 경험을 항상 고려하여 적용을 하려는 관점으로 논리를 발전시켜나가는 라뮈즘을 탄생시켰다. 그는 학문을 대중화하여 보다 간단하고 평이하게 이해하기 쉽도록 만드는 것에 집중하였다. 이런 그의 가르침이 청교도인 윌리암 퍼킨스와 윌리엄 에임스에게 많은 영향을 미쳤다.
라뮈에게 논리는 지식의 시작이었다. 논리학자들은 학문의 모든 비밀을 여는 열쇠를 갖고 있다고 생각하였다. 그는 논거를 만들고, 그것을 지적인 문장으로 분류하였다. 발명과 판단은 라뮈즘의 두가지 핵심되는 요소이다. 효율적인 가르침을 위하여 판단의 다양한 면들에 대해 변증법을 사용하였다. 각각의 용어들을 심도 있게 관찰하고, 그것을 두개로 쪼개어 나누고, 다시 조심스럽게 정의를 내린 뒤에, 일반법칙에서 특수한 법칙으로 움직이며 자연적으로 조직을 해 나가는 방식이다. 라뮈가 일을 마칠 경우, 모든 어려운 문제들도 잘 해결되었으며, 기독교의 주석은 바로 논리적 방법에 의하여 이루어진다고 생각하였다. 그는 신학을 교리와 적용으로 나누고, 교리를 먼저, 믿음과 믿음의 행동으로 나누었다. 믿음의 행동에 대하여는 율법과 기도, 성례로 나뉘었다.

## 라미스트
라뮈즘을 따르는 자들을 통칭한다. 요한 피스카토르, 아만두스 폴라누스, 요하네스 왈렙, 바르톨로메오 켁커만, 요한 하인리히 알스테드 등이 있다.
뉴잉글랜드에서 라뮈스트들의 활약은 대단하였는 데, 그 중에 알렉산더 리차드슨과 윌리엄 에임스였다.
알렉산더 리차드슨은 퀸즈 칼리지에서 논리학의 대가였으며 윌리엄 에임스의 라뮈즘에 직접적인 영향을 미쳤다. 
윌리엄 에임스는 네덜란드에 있는 프라네커 대학교에서 신학교수로 가르칠때 라뮈즘의 이론을 발전시켰다. 신학자 중에 최초로 라뮈즘을 사용하였고, 이 방법은 반아리스토텔레스주의의 영향을 미쳐서, 그는 철학과 논리학에 대한 책도 저술하였다. 
세가지의 이성적 행동으로 발명하고, 판단하고, 기억으로 남기는 것을 사용하였다.

## 반대자들 혹은 아리스토텔레스주의자들
- 예수회는 라뮈즘을 매우 혐오하였다.
- 테오도르 드 베즈도 라뮈즘을 매우 혐오하였다.